# Kościotrup (symbol)
Kościotrup (szkielet) – w kulturze symbol śmierci, duszy pokutującej, zmartwychwstania.
W Starożytnej Grecji (Antiochia) kościotrup siedzący z głową podpartą na ręku uwieczniony na antycznej mozaice doradzał: "Uśmiechnij się i ciesz się życiem". 
W Starożytnym Egipcie do wyżyn kunsztu dopracowano sztukę preparacji całych szkieletów zmarłych oraz ich mumifikację. Podczas odświętnych biesiad obnoszono wśród ucztujących małą drewnianą figurę kościotrupa w trumnie mówiąc: "Patrz na niego, pij i ciesz się. Taki będziesz po śmierci" (Herodot, Dzieje).
U dawnych plemion słowiańskich zawieszano szkielety zwierząt ofiarnych na gałęziach drzew w świętych gajach.
W średniowieczu kościotrup z klepsydrą i sierpem lub kosą symbolizował przemijanie czasu i śmierć. W ikonografii kościotrup pojawiający się na uczcie stanowił napomnienie o śmierci wobec radosnej, hucznej zabawy. 
Kościotrupy były nieodłącznym elementem Tańca szkieletów zwanego Dance macabre. Łącząc się w tanecznym kole nawiązywały do pogańskich rytuałów pogrzebowych. Na przemian z ludźmi różnych stanów i płci tańczyły szkielety. Innym wariantem występującym w dawnej ikonografii były tańczące pary złożone z człowieka i kościotrupa (śmierci).
W Niemczech i we Francji powstało wiele obrazów z wizerunkami kościotrupów toczonych przez robactwo. W XVII w. kościotrupy pojawiają się na grobowcach, a także w wystroju wnętrz domów mieszkalnych. Czaszka przypominała o śmierci swym memento mori. Stawiano ją do XIX wieku w domach - ku przestrodze. Czaszki stawiane na biurkach, w miejscu pracy, przypominały codziennie o przemijaniu.